# Vrenninge gravfält
Vrenninge gravfält är beläget öster om Oskarström i Enslövs socken i Halmstads kommun. 
Gravfältet är daterat till järnåldern. På det välvårdade gravfältet återfinns bland annat en järnåldersdös, domarringar och en ovanligt stor treudd. Varje "udd" är omkring 10 meter lång.

## Beskrivning av gravfältet
Gravfält, har en utbredning 50x40 m i nord/syd, och består av ca 11 fornlämningar. Dessa utgörs av 3 runda stensättningar, varav 1 som är osäker, 1 treudd, 2 domarringar, 4 resta stenar och 1 järnåldersdös. De runda stensättningarna, varav den som finns i gravfältets södra spets är osäker, är 3.5-5 meter diameter och 0.1-0.3 meter höga. En är övertorvad med i ytan talrika stenar, 0.1-0.25 meter stora. De övriga har fyllning av 0.1-0.4 m stora stenar, delvis övermossade och övertorvade. 
En stensättning har en kantkedja, 0.1-0.2 meter hög, av 0.4-0.5 meter stora stenar, kantkedjan är något oregelbunden.
Treudden är 25 meter i sida med spetsar mot norr sydöst och västsydväst och 0.5 meter hög. Övertorvad med i ytan talrika stenar, 0.1-0.3 meter stora. Treudden har rest mittsten, 0.9 meter hög, 0.6 meter bred och 0.25 meter tjock.  Kantkedjan är 0.2-0.5 meter hög, av 0.3-0.8 meter stora stenar. De resta hörnstenarna är 0.5-0.7 meter höga, och 0.5 meter x 1.2 meter x 0.3 meter stora. Grop i mitten av treudden, ca 2 meter diameter, fylld med sten, vari mittstenen är rest. I udden som vetter mot västsydväst är fyllningen urgrävd. 
De 2 domarringarna, varav 1 är skadad och något osäker, är 6 meter diameter respektive 6x4 m stor i öst-väst. Den ena har 7 klumpstenar, 0.2-0.5 meter höga och 0.4x0.5-0.6x0.8 meter stora. En sten i väst är inflyttad cirka 1 m. Den andra domarringen utgörs nu av 4 klumpstenar, 0.1-0.5 meter höga och 0.4x0.8-0.6x0.9 meter stora. Troligen är det en rest av domarring.
De 4 resta stenarna, varav 3 står på rad närmast i riktning västnordväst-östsysöst är 0.5-0.6 meter höga, 0.5-0.75 meter breda och 0.2-0.4m tjocka.
Järnåldersdösen är rektangulär, 1.9x1.5 meter stor och 0.8 meter hög. Den består av 2 sidohällar, 1 gavelhäll och 1 takhäll. I nordnordöst saknas häll. Sidohällarna är 1.7 resp. 1.5 meter långa, 0.7 meter höga och intill 0.3 meter tjocka. Gavelhällen är 1.2 meter lång, 0.5 meter hög och 0.1 meter tjock. Takhällen är 1.2x1 meter stor och 0.25 meter tjock. Dösens botten är något urgrävd. I nordnordöstra delen är i markytan 3 stenar, 0.5x0.5 meter stora. Cirka 30 meter norr om gravfältet är:
2) Stensättning, rund, 9 meter i diameter och 0.5 meter hög. Övertorvad med grop i mitten, cirka 3x1.5 meter stor i nord-syd och 0.2 m djup.